# Vladimír Marek
Vladimír Marek (6. srpna 1951 Praha – 29. července 2021 Praha) byl český herec a loutkoherec.

## Život
Narodil se v Praze do rodiny kuchaře a dámské krejčové, byl jedináčkem. Dětství prožil na Starém Městě v Haštalské ulici v domě č. 25. Od 11 let recitoval a hrál dětské role v divadle Říše loutek. Setkal se tam s vedoucím souboru Bohumírem Koubkem i zakladatelem divadla Vojtěchem Suchardou. Ve 13 letech se v Říši loutek dostal i k loutkoherectví.
Vyučil se knihkupcem. Na Divadelní fakultu Akademie múzických umění byl přijat díky svému talentu bez nutné maturity. Ještě během studia absolvoval roční praxi ve Středočeském loutkovém divadle v Kladně (dnes Divadlo Lampion). Absolvoval obor loutkoherectví a v letech 1973 až 1991 hrál v královéhradeckém Divadle Drak, kam jej angažoval Josef Krofta. Od roku 1991 měl stálé angažmá v Divadle Na zábradlí, kam jej pozval režisér Jan Grossman. Po smrti Grossmana se souboru jako umělecký vedoucí ujal Petr Lébl, který dal Markovi prostor v inscenacích Racek (1994), Cabaret (1995), Ivanov (1997) či Strýček Váňa (1999). Marek nahlédl i do muzikálů: Kladivo na čarodějnice, Johanka z Arku, Excalibur nebo Kvaska. V roce 2019 mu v nakladatelství Kampe vyšla básnická sbírka Moi.

### Osobní život
Měl syna a vnučku Aničku. Dva roky žil s herečkou Barborou Štěpánovou. Prošel coming outem. Během angažmá v Hradci Králové se seznámil s Jiřím Horským, pozdějším předsedou České společnosti AIDS pomoc. Žili spolu do roku 1994, kdy Jiří Horský zemřel. Později měl vztah s fotografem Martinem Kámenem.
V 18 letech se u Vladimíra Marka projevila bipolární afektivní porucha. V roce 2016 si vykloubil rameno, při operaci lékaři zjistili, že má trvale poškozený ramenní nervový svazek a ochrnula mu levá ruka. Poté ukončil profesionální kariéru a stáhl se do ústraní. V posledních letech života se potýkal s rakovinou. Dne 29. července 2021 byl nalezen ve svém vinohradském bytě bez známek života.

## Divadelní role (výběr)

### Divadlo Drak
- 1988 Ludvík Kundera, Miloslav Klíma: Královna Dagmar, režie Josef Krofta
- 1990 Dario Fo: Mysteria Buffa, režie Jan Borna[13]

### Divadlo Na zábradlí
- 1994 Anton Pavlovič Čechov: Racek, režie: Petr Lébl, premiéra 20. dubna 1994, role Jakova[14]
- 1997 Anton Pavlovič Čechov: Ivanov, režie: Petr Lébl, premiéra 15. dubna 1997, role Matěje Šabelského, hraběte, strýce Ivanova z matčiny strany[15]
- 1999 Anton Pavlovič Čechov: Strýček Váňa, režie: Petr Lébl, premiéra 14. října 1999, role zchudlého statkáře Tělegina[16][17]
- 2005 Anton Pavlovič Čechov: Platonov je darebák!, režie: Jiří Pokorný, premiéra 25. listopadu 2005[18]
- 2006 William Shakespeare: Troilus a Kressida, režie: Jiří Pokorný, premiéra: 27. listopadu 2006, role Priama, trójského krále; Prologu; Sluhy[19]

### Ta Fantastika
- 2003 Excalibur – režie: Vladimír Morávek, premiéra 3. listopadu 2003, role Merlina[20]
- 2005 Láska je láska – režie: Antonín Procházka, premiéra 28. února 2005, role Vávry[21]
- 2005 Elixír života – režie: Jozef Bednárik, premiéra 15. října 2005, role Anděla[22]
- 2007 Dáma s kaméliemi – režie: Viktorie Čermáková, premiéra 22. listopadu 2007, role Otec Adama[23]

### Divadlo Kalich
- 2008 Touha – podle filmu Kvaska, režie: Mirjam Landa, premiéra 15. září 2008[24]

- 2009 Johanka z Arku – režie: Jozef Bednárik, premiéra 14. září 2009[25]

### Divadlo Milenium
- 2009 Kladivo na čarodějnice – režie a choreografie: Ladislav Beran, premiéra 30. dubna 2009[26]

### Divadlo F. X. Šaldy Liberec
- 2011 Zpívání v dešti – podle stejnojmenného filmu společnosti MGM, režie: Oldřich Kříž, premiéra 23. prosince 2011[27]

### Divadlo Reduta/ Národní divadlo Brno
- 2012 Kabaret Kafka – režie: Daniel Špinar, premiéra 2. listopadu 2012[28][29]

### MeetFactory
- 2010 KaDeWe – režie: Magda Stojowska, premiéra 15. září 2010[30]

- 2012 Parazit – režie: Jiří Honzírek, premiéra 18. února 2012[31]

## Filmové role (výběr)
- 1990 Taneční zábava[32]
- 1993 Krvavý román
- 1993 Svatba upírů
- 1993 Fontána pro Zuzanu 2
- 2000 Musíme si pomáhat
- 2002 Perníková věž
- 2007 KvaskaKvaska
- 2011 Czech Made Man
- 2016 Zločin v Polné

## Rozhlasové role
- 1997 Eduard Fiker: Nikdo není vinen
- 2001 William Shakespeare: HamletHamlet (Lucianus)[33]